# Elektrisk datakommunikation
Elektrisk kommunikation, nutildags ofte elektronisk kommunikation, forstås som det at kommunikere via elektricitet.
Elektrisk kommunikation forekommer som elektronisk kommunikation, en digital transmission af bitpackets, eller som analog kommunikation, en moduleret eller faset transmission der også kan fortolkes digitalt i modtageren.
I egenudviklede elektriske kredsløb kan man selv bestemme, hvordan signaler skal se ud og fortolkes. Men har man brug for at sende data eller signaler over længere strækninger, til andre elektriske kredsløb – eller igennem miljøer med (inkl. egen) elektrisk støj, er man nødt til at eksplicit at specificere en grænseflade (forbindelser + de elektriske signalers form + dataprotokol) – og evt. med kildeadresse og modtageradresse.
I det følgende vil det forsøges at spænde feltet ud med en masse datakommunikationsegenskaber og vise, hvorfor der er så mange variationer af datakredsløb og deres standarder.

## Telegrafi
I det 19. århundrede omkring 1837 blev elektrisk telegrafi udviklet af flere forskellige personer, men det blev Samuel Morse og Alfred Vails elektriske telegraf som blev mest udbredt i verden. Samuel Morse konstruerede Morsealfabetet mellem 1837 og 1843 til brug for den elektriske telegraf, som han fik et patent på i 1847 på det gamle Beylerbeyi Palace. I Europa vedtages det i 1851 at anvende Morses telegrafiudstyr som standard. Og samme telegrafi udbredes i bl.a. USA.
Morses telegrafiudstyr anvendte en (luft)ledning og en jordforbindelse, som vist på illustrationen. Afsenderen bestod af en morsenøgle (en elektrisk kontakt egnet til morsning) og et batteri. Modtageren bestod af en elektromagnet og den er placeret tæt på en magnetisk nål (f.eks. en kompasnål) – senere bestod modtageren af en elektromagnet med vippende blækspids og en rullende papirstrimmel til at skrive beskeden under modtagelsen.

### Vigtige observationer ved eksemplet elektrisk telegrafi
Elektrisk telegrafi er en af de første eksempler på omfattende elektrisk kommunikation via et enkelt elektrisk lederpar (luftledningen og jordforbindelsen) – der kræves jo netop mindst to ledere for at kunne formidle elektricitet.
Den elektriske kommunikation består generelt af disse dele – (eksempel telegrafi):
- Et elektrisk grænseflade:
  - Et elektrisk lederpar.
  - Elektriske specifikationer – for telegrafi skal der blot være nok strøm under "prikkerne" og "stregerne" til at afbøje den magnetiske nål – eller til at vippe blækspidsen. Herudover ingen strøm mellem "prikkerne" og "stregerne".
- En elektrisk afsender.
- En elektrisk modtager.
- En slags kode (eller præcisere  – en eller flere dataprotokoller) til at formidle data – Eksempel: Morsekoden. Yderst kort er Morsekoden som følger: Et enkelt morsetegn består af et variabelt antal "prikker" og "streger" adskilt af et kort tidsrum svarende til en "prik". Via en tabel kan man oversætte mellem et tegns "prikker" og "streger"  – og selve tegnet (f.eks. et bogstav, tal eller en kontrolkode "slet sidste tegn/ord"). Tegnene er adskilt af et kort tidsrum svarende til en "streg" – og ordene er adskilt af et kort tidsrum svarende til tre "streger".
  - Der er hovedsageligt to kodekategorier:
    - Datakoder – bogstaver, tal og punktuation.
    - Kontrolkoder eller signalkoder – f.eks. "slet sidste tegn" eller "slet sidste ord".

Elektriske kommunikationsegenskaber – f.eks. for telegrafi:
- Båndbredden (kommunikationshastigheden) – man kunne overføre med, var ca. 40-160 tegn/minut.
- Rækkevidden – kunne være mange kilometer.
- Base band, "grundbånd" – Telegrafis set i frekvensrummet viser, at det anvender et frekvensbånd omkring nul Hertz – dette kaldes base band anvendelse. Hvis signalet "rider" på en bærebølgefrekvens, kaldes processen at få "flyttet" Base band op omkring bærebølgefrekvensen for bærebølgemodulation – og den modsatte proces for bærebølgedemodulation.

## Telefoni - som i gamle dage
Elektrisk telefoni er et eksempel på analog dataoverførsel. To telefoner koblet sammen via et elektrisk lederpar og et batteri muliggør samtale – og er et punkt-til-punkt samtaleanlæg.
En telefon består af en mikrofon, en højttaler og disse kobles på lederparret.

### Vigtige observationer ved eksemplet elektrisk telefoni via statisk samtalepartner
Yderligere elektriske kommunikationsegenskaber – f.eks. for telefoni:
- Karakteristisk impedans – det viser sig, at man yderligere bliver nødt til at specificere lederparrets karakteristiske impedans, da man ellers ved meget lang kommunikation bliver generet meget af ekko. Grunden er, at det elektriske lydsignal reflekteres, hvis den karakteristiske impedans ændrer sig ned langs lederparret.
- Balanceret signalering – telefoni anvender et balanceret datakredsløb som datakommunikationsmedium. I modtagerenden muliggør det dæmpning af en del af den lederinducerede støj.
- Man anvender ikke jorden som den ene leder, da jorden sandsynligvis har for stort tab – eller på anden vis ødelægger signalkvaliteten.

### Elektrisk telefoni med valgfri samtalepartner
Når en samtalepartnerpar ønsker valgfrit at tale sammen med en anden samtalepartnerpar, har man brug for at omkoble en samtalepartners lederpar sammen med den ønskede samtalepartners lederpar – dette gøres manuelt med elektriske stik eller elektronisk med relæer.
Det elektriske partnervalg foretages i telefoncentraler.
Der er flere måder at vælge samtalepartner på:
- Samtalepartneren vælges manuelt ved at ringe telefonisten op med håndsvingsgeneratoren og fortæller hvem man vil tale med i form af en unik kode – modtageradressen.
- Samtalepartneren vælges via en drejeskives pulser.
- Samtalepartneren vælges via lydsignaler (DTMF) via trykknapper (mest brugt i 2008).

Vigtige observationer ved telefoni med valgfri samtalepartner
Yderligere elektriske kommunikationsegenskaber – f.eks. for telefoni:
- Parsnoet kabel kombineret med balanceret signalering modvirker signaloverhøring – når mange lederpar ligger tæt sammen, som eksempelvis med telefonsignaler, kan man i større eller mindre udstrækning høre andre samtaler – og dette er uønsket. Dette minskes kraftigt ved at sno en datakredsløbs to ledere om hinanden.
- Kredsløbskoblet – Det "gamle" telefonsystem kaldes kredsløbskoblet, da man via kontakter sammenkobler de to samtalepartnere i et fast kredsløb, mens samtalen varer.
- Indlejret signalering, In-band-signalering – Telefoni benytter in-band-signalering af partnervalget. Det kaldes det, når man ikke anvender separate elektriske ledere til signalering. Det modsatte kaldes out-of-band-signalering.
- Fuld-tovejskommunikation, fuld-dupleks – Man kan faktisk tale i munden på hinanden via elektrisk telefoni og denne egenskab gør telefonen brugervenlig, da man ikke behøver at signalere eksplicit, hvornår man er færdig med at tale, så den andet part kan komme til orde. Med ældre samtaleanlæg kan man enten høre fra – eller tale til samtalepartner – dette kaldes at kommunikationen kan ske i netop én retning ad gangen (halv-dupleks). Kan kommunikationen kun ske i én retning, kaldes det simplex. Danmarks radio sender tv og radio i simplex.

## Seriel datakommunikation via (V.24+V.28), RS-232, EIA-232, TIA-232
De serielle mekaniske, elektriske og funktionelle karakteristikker (det fysiske lag) er beskrevet i:
- ITU-T V.24, V.28[1]
- RS-232-C (Recommended Standard 232), 1969[2]
- TIA[3] (EIA-232), TIA-232[4]

Herefter benævnt RS-232. Realiseringen af RS-232 mulliggør lag-1 kommunikation mellem datakommunikationsudstyrs (DCE) (f.eks. et modem) og dataterminaludstyrs (DTE) (f.eks. en telegraf).
I 1960'erne (og før) var elektrisk digital logik dyr, pga. de mange diskrete komponenter, der skulle til for implementere de funktioner man havde brug for. Det er nok grunden til at en RS-232 grænseflades mange out-of-band-signaler. En RS-232 har to serielle simplex forbindelser (tilsammen typisk full-duplex):
- Lederen TxD (og stel, jord) som sender data til den anden ende.
- Lederen RxD (og stel, jord) som modtager data fra den anden ende.

Herudover haves mange out-of-band-signaler:
- Request To Send (RTS)
- Ready To Receive (RTR)
- Clear To Send (CTS)
- Data Terminal Ready (DTR)
- Data Set Ready (DSR)
- Data Carrier Detect (DCD)
- Ring Indicator (RI)

Eventuelt synkroniseringssignaler:
- Send timing (ST)
- Clock signal, transmitter timing (TT)

### Vigtige observationer ved seriel datakommunikation (RS-232)
- Båndbreddekompromis – det viser sig at man indgår et kompromis mellem hastighed og rækkevidde. Ved lang rækkevidde (f.eks. 20 meter) kan kun lav hastighed opnås. Høj hastighed kan kun opnås via kort rækkevidde (f.eks. 3 meter).
- Grundet de mange out-of-band-signaler, bliver et fuldt RS-232 kabel tykt og besværligt og med brede stik – f.eks. 25 eller 9 polet D-stik.
- Der anvendes eksplicit trafikmoderering (flow-control – RTS, CTS-signaler).
- De digitale data sendes normalt i en dataramme med en mulig startbit, f.eks. 8 databit og en mulig paritetsbit (8-N-1). Bemærk at datarammespecifikationen ikke er en del af RS-232.
- Fra ca. 1980'erne blev det almindeligt kun at anvende 5 eller 3 ledere til RS-232, så billigere og simplere kabler kan anvendes. Resten af de eventuelle forbindelser i grænsefladen, kobles så udstyrets egne output-signaler kobles ind i de ubrugte input-signaler:
  - Ved 3 ledere anvendes TxD, RxD og jord. I stedet for out-of-band trafikmoderering, anvendes dataindlejret XON, XOFF[5] flow-control-signalering.
  - Ved 5 ledere anvendes typisk CTS , RTS, TxD, RxD og jord.
- Synkron og asynkron – de sendte data skal fortolkes digitalt i modtagerenden. Denne fortolkning er tidskritisk, da man skal "måle" en signalforbindelse på det bedste tidspunkt. Dette gøres ved at synkronisere et taktgiversignal til afsenderens taktgiversignal (synkron kommunikation) – eller ved løbende at udlede taktgiversignalet ud af de sendte rammers signaltog (asynkron kommunikation).
- Datahastighedforhandling – I gammel tid skulle man selv indstille datahastighederne i begge retninger – 2 parametre i hver ende – 4 i alt. I dag kan mere intelligent RS-232 udstyr "lære" hvilken hastighed den anden ende sender med. I mange tilfælde går denne "læring" godt – og nogle gange virker den ikke, f.eks. hvis den ene ende ikke understøtter den anden endes starthastighed – eller kablet ødelægger signalkvaliteten for meget.
- RS-232 er meget stel og jordstøjsfølsom. Grunden er, at signalerne formidles ubalanceret, så enhver stelstøj bliver lagt til alle signalerne i de to ender.
- Krydset serielt kabel – RS-232 blev oprindelig designet til at koble en telegraf til et modem. Men i dag anvendes RS-232 også af og til at koble mellem to PCere. Dette kræver at man anvender et specielt kabel som krydser mange af signalerforbindelserne over. Et sådant kabel kaldes et null-modem-kabel eller et krydset serielt kabel.

## ADSL
For ikke så længe siden blev det muligt at lave et prismæssigt tilgængeligt "super"-modem hvis datasignaler ligger højere end telefoniens (PSTN) anvendte ca. 300–3000 Hz. I centralenden hvor en ADSL-enhed findes, kobles ADSL-signalet og telefoni sammen via et DSLAM-filter. I abonnentenden sidder også et filter, som kobler ADSL-modemmets signaler sammen med telefonisignalet.
På frekvensplan-illustrationen kan ses et eksempel på hvilke frekvensintervaller, der er reserveret til upstream (fra abonnent til central) og downstream (fra central til abonnent).
Som det ses på den illustration, som sammenligner af ADSL, ADSL2, ADSL2+ og VDSL2, består alle DSL (xDSL) varianter af flere delkanaler. Datatrafikken multiplekses ud i de mange delkanaler i senderdelen – og i modtagerdelen demultiplekses delkanalerne data sammen igen.

### Vigtige observationer ved ADSL
- Automatisk båndbreddetilpasning – Grundet den store forskel på kvaliteten af telefonlinjer, deres forskellige længder og linjernes forskellige kvaliteter ved forskellige frekvenser, er ADSL designet til automatisk at finde ud af, at undgå at anvende kanaler i frekvensintervaller, der har for stor fejlrate.

Årsagen til at man her multiplekser er, at transmissionslinjen (telefonlinjen) virker som en lavpasfilter på frekvenserne og denne lavpasfiltrering (inkl. frekvensafhængig forsinkelse) varierer med telefonlinjens længde og den omkringliggende jords fugtighed.

## 1000Base-T, IEEE 802.3ab
Langt de fleste PCeres datanetforbindelser formidles i dag via parsnoede kabler, der opfylder kravene Category 5, Category 5e eller Category 6. Disse kabler har 4 parsnoede ledningspar – 8 ledere i alt.
En type udstyr, som kan formidle datahastigheden 1 Gigabit/sekund via sådanne kabler, er bl.a. datanetkort som opfylder 1000Base-T, IEEE 802.3ab.
Den høje hastighed nås med omfattende intelligent signalbehandling. Signalbehandlingen minsker ekko, overhøring og muliggør fuld-tovejskommunikation på alle 4 ledningspar.

### Vigtige observationer ved 1000Base-T, IEEE 802.3ab
- Parallelle datakredsløb – datanetkort fordeler dataene over de 4 ledningspar og opnår herved 4 gange så høj datahastighed i begge retninger, i forhold til kun to anvendt ledningspar (sendepar,modtagepar). En mulig ulempe ved parallel datatransmission over flere datakredsløb er, at de enkelte ledningspar skal have samme forsinkelse (ledningslængde). Uens forsinkelse (eng. skew) ved høje datahastigheder forårsager at modtagerenden ikke kan fortolke datasignalerne rigtigt.
- Pakkekoblet datakredsløb – 1000Base-T, IEEE 802.3ab sender information via datarammer og via indlejrede ethernet-adresser kan datarammerne nå frem til modtageren, hvis denne eksisterer.
- Galvanisk isoleret – Da begge ender anvender 4 transformatorer til elektrisk isolation mellem PC1, PC2 og kablet, har (gigabit) ethernet over parsnoede kabler minimeret problemerne med stelstøj drastisk i forhold til de serielle standarder EIA-232 og EIA-485.